# فن الرايخ الثالث

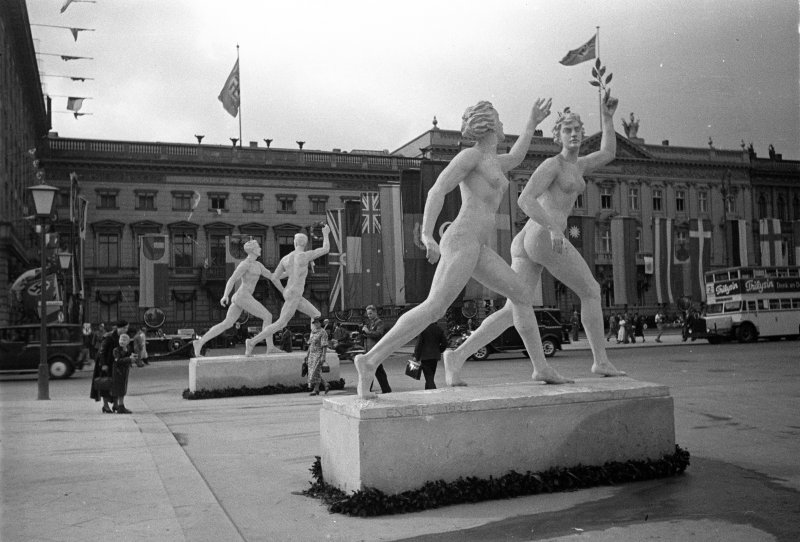

فن الرايخ الثالث هو الفن المُوافق عليه من قبل نظام ألمانيا النازية ما بين عامي 1933 و 1945. عندما أصبح أدولف هتلر ديكتاتورًا في عام 1933، إذ عبّر عن تفضيله الفني الشخصي بدرجة لم تكن معروفة من قبل.
في حالة ألمانيا، كان النموذج المُتّبع هو الفن في اليونان القديمة والفن الروماني الكلاسيكي، الذي رآه هتلر فنًا يجسد المثالية العرقية الداخلية، وأيضًا وجده مفهومًا بالنسبة للرجل العادي. نظر النازيون إلى ثقافة جمهورية فايمار بالاشمئزاز. وكان ردهم نابعًا جزئيًا من فلسفة الجمال (أحد فروع الفلسفة) ومن تصميمهم على استخدام الثقافة كبروباغندا.

## النظرية

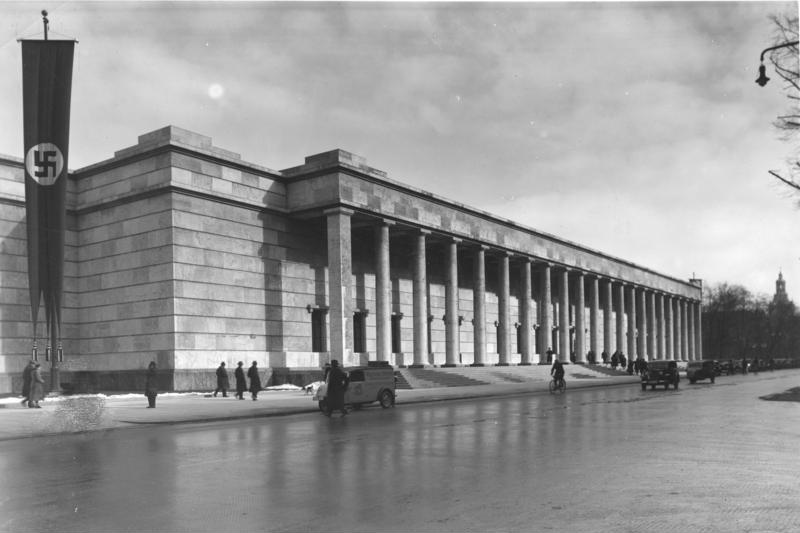
بيت الفن الألماني في ميونيخ.

أشار المؤرخ هنري غروسهانز في كتابه «هتلر والفنانين»، أدولف هتلر الذي وصل إلى السلطة في عام 1933 : «رأى الفن اليوناني والروماني على أنه غير ملوث بالتأثيرات اليهودية. وكان يعتبر الفن المعاصر كنوع من أفعال العنف الجمالي من قبل اليهود ضد الروح الألمانية».
جمع النازيون معاداتهم للسامية مع سعيهم للسيطرة على الثقافة، من خلال نشر نظرية الفن المُنحّل، وبالتالي تعزيز الدعم الشعبي لكلتا الحملتين. ساعدت جهودهم في هذا الاتجاه دون شك في العداء الشعبي للحداثة التي سبقت حركتهم. وكان الرأي في تلك الفترة يقول بأن هذا الفن يعكس حالة ألمانيا والانحلال الأخلاقي المنتشر، وأن العديد من الفنانين تصرفوا بطريقة تهدّم أو تتحدى القيم والأخلاق الشعبية.
افتُتح معرضان برعاية رسمية في ميونيخ في يوليو من عام 1937: معرض الفن المنحط أو المُنحل، الذي عرض الفن الحديث بطريقة فوضوية مُتعمَّدة مصحوبًا بعناوين مُسيئة وتشهيرية دفعت الجمهور إلى السخرية منه؛ وعلى النقيض من ذلك، قدَّم معرض الفن الألماني العظيم العرض الفني الأول وسط الكثير من الاحتفالات والترحيب. عرض هذا المعرض، الذي أقيم في دار الفن الألماني، أعمال الفنانين المعتمدين رسمياً مثل: أرنو بريكر وأدولف فيسل.
دخل الجمهور إلى بوابات المتحف الجديد، الذي أطلق عليه بالفعل «قصر كيتشي » و «محطة ميونخ للفن » لحضور عرض مقتصر على العائلات الألمانية المثالية، وبعض مشاهد الحرب البطولية. كان العرض فاشلًا والحضور قليل العدد والمبيعات سيئة جدًا، وانتهى الأمر بهتلر إلى شراء معظم الأعمال للحكومة.
جذب معرض الفن المنحط في النهاية أكثر من مليوني زائر، أي ما يقارب ثلاثة أضعاف الرقم الذي حققه معرض الفن الألماني العظيم.

## الخلفية التاريخية
تميزت بداية القرن العشرين بتغييرات مذهلة في الأساليب الفنية. إذ أن الفنون المرئية مثل التكعيبية، فن الدادا والسريالية، التي تبعت الرمزية وما بعد الانطباعية، لم تكن ذات موضع تقدير عالمي.
لم يهتم أغلب الناس في ألمانيا، كما هو الحال في أماكن أخرى بالفن الجديد. لكن أصبحت ألمانيا خلال السنوات الأخيرة مركزًا رئيسيًا لفن الطليعية. وكانت مسقط رأس فن التعبيرية في الرسم والنحت وتأليف الموسيقى اللامقامية لأرنولد شوينبيرج، والأعمال المُتأثرة بموسيقى الجاز لبول هيندميث وكورت ويل. أدخلت أعمال مثل فيلم « كابينة الدكتور كاليجاري » لروبرت فين والفيلم الصّامت «متروبوليس » لفريتز لانغ فن التعبيرية إلى السينما.

### إنشاء غرفة ثقافة الرايخ
أُنشئت غرفة ثقافة الرايخ في سبتمبر من عام 1933، مع يوزف غوبلز، وهو وزير الرايخ للدعاية والثقافة العامة. شملت غرفة الثقافة للرايخ الأقسام الفنية التالية: (الصحافة والإذاعة والأدب والأفلام والمسرح والموسيقى والفنون المرئية). كان الهدف من إنشاء هذه الغرفة هو تحفيز ما يدعم الثقافة الألمانية وحظر بعض أنواع الفن، مثل: الموسيقى اليهودية وموسيقى البلوز وفن السريالية والتكعيبية.

### قوانين تستهدف ثقافة فن الرايخ الثالث
أصبح لدى غرفة ثقافة الرايخ بحلول عام 1935  ما يقارب  100,000 عضو. وأوضح غوبلز أنه: «في المستقبل فقط، سيُسمح للأعضاء في الغرفة بأن يكونوا مُنتجين في حياتنا الثقافية، إنّ العضوية مفتوحة فقط للأشخاص الذين يستوفون شروط الدخول. وبهذه الطريقة استُبعدت جميع العناصر المُضرّة وغير المرغوب فيها».
ومع ذلك وُجدَ بعض الالتباس داخل الحزب خلال الفترة بين عاميّ 1933-1934، حول مسألة التعبيرية. اعتقد غوبلز وآخرون أن الأعمال القوية لفنانين مثل: إميل هانسن وإرنست بارلاخ وإريش هيكل تُعتبر مثالًا على روح إقليم الشمال؛ وكما أوضح غوبلز  «نحن الوطنيون الاشتراكيون لسنا غير عصريين؛ بل نحن حاملون لنوع جديد من الحداثة، ليس فقط في السياسة وفي الشؤون الاجتماعية، ولكن أيضًا في الفن والمسائل الفكرية».
احتقر روزنبرغ فن التعبيرية، وهذا ما أدى إلى نزاع أيديولوجي مرير لم ينتهِ إلا في سبتمبر من عام 1934، عندما أعلن هتلر أنه لن يكون هناك أي مكان للتجربة الحديثة في الرايخ.

## الأنواع الفنية في الرايخ الثالث
عُرِّف الإيمان بالروح الجرمانية قبل وقت طويل من ظهور النازيين بأنه: صُوفيّ، ريفي، أخلاقي، ويحمل حكمة قديمة ونبيلة في مواجهة الأقدار المأساوية. احتفل ريتشارد فاغنر (مؤلف موسيقي وكاتب مسرحي ألماني) بمثل هذه الأفكار في أعماله.
وبالعودة إلى ما قبل الحرب العالمية الأولى، كانت كتابات المهندس المعماري والرسام الألماني الشهير بول شولتز-ناومبورغ، المُستندة على النظريات العنصرية في إدانة الفن والعمارة الحديثة، بمثابة أساس كبير لإيمان أدولف هتلر بأن اليونانية الكلاسيكية والعصور الوسطى كانت بمثابة مصادر صحيحة للفن الآري.
أظهر الفن النازي ارتباطًا وثيقًا بأسلوب فن الدعاية السوفياتي للواقعية الاشتراكية، وقد استخدم مصطلح «الواقعية البطولية» أحيانًا لوصف هذين الأسلوبين الفنيين. ومن بين الفنانين المعروفين الذين أيدهم النازيون: جوزيف ثوراك، وأرنو بريكر، وفيرنر باينر، وآرثر كامبف، وأدولف فيسل، وكونرد هوميل.
أقام الحزب النازي معرضين للفن في ميونخ بعد أربع سنوات من وصول هتلر إلى السلطة في يوليو من عام 1937. صُمّمَ معرض الفن الألماني العظيم لعرض الأعمال المُوافق عليها من قبل هتلر، كالتماثيل التي تصور الشقراوات العاريات بجانب الجنود والمناظر الطبيعية المثالية. بينما أظهر المعرض الثاني الجانب الآخر من الفن الألماني: الحديث والتجريدي والصّادق، أو مثلما وصفه النازيون بالمُنحل أو المُنحط.
وفقًا لكلاوس فيشر، «كان الفن النازي باختصار قاسيًا وذا قوالب نمطية، فقد حُرم الناس من صفات الفرد الذاتية المُميزة وأصبحوا مجرد شعارات معبرة عن الحقائق الأبدية المفترضة. فعندما تنظر إلى العمارة النازية أو الفنون أو الرسم التابع لها، تشعر بسرعة بأن الوجوه والأشكال والألوان جميعها تخدم أغراضًا دعائية؛ فهي عبارة عن جمل مُنمَّقة للفضائل النازية».

### اللوحات
تميز فن الرايخ الثالث بأسلوب الواقعية الرومانسية المبني على النماذج الكلاسيكية. إذ روَّجت النازية في ظل حظر الأساليب الحديثة، للوحات التقليدية وضيقة الأسلوب والمُشجّعة على القيم النازية. من الموضوعات الأخرى الشائعة في الفن النازي: عمل الناس في الحقول، والعودة إلى حب الوطن، والنضال الاشتراكي القومي، وتكريم الأنشطة النسائية في إنجاب الأطفال وتربيتهم. ويرمز إليها بعبارة: «الأطفال، المطبخ، الكنيسة ».
كان الرسام المفضل لدى هتلر هو أدولف زيغلر وامتلك هتلر عددًا كبيرًا من أعماله. وظهرت لوحاته من «الفن التصويري الطبيعي » بشكل بارز في معرض الفن الألماني العظيم.
رفضت النظرية النازية المادية بشكل واضح وصريح، ونادرًا  ما استُخدم مصطلح الواقعية. كانت صورة الرجال والنساء مُنمّقة بشدة مع كل ذلك الكمال الجسدي المطلوب رسمه في اللوحات العارية.
قد يكون هذا سبب وجود عدد قليل جدًا من اللوحات المعادية للسامية؛ على الرغم من وجود أعمال مثل «حول المنزل والفناء»، التي تصور أحد اليهود وهو يعتدي بالسرقة على زوجين من الفلاحين المسنين. كانت اللوحات السياسية أكثر شيوعًا لكنها ما زالت نادرة جدًا.
أصبحت لوحات الحرب أكثر شيوعًا  بالتزامن مع بدء الحرب. وكانت اللوحات الرومانسية تُصوِّر فقط التضحيات البطولية والنصر. لكن بقيت المناظر الطبيعية مسيطرة على لوحات الرسامين المعفيين من الخدمة الحربية، إذ كانت جميع لوحاتهم إما عن الطبيعة أو أي موضوع سلمي آخر. حتى أن هتلر وجوبلز وجَدَا هذه اللوحات الجديدة مُخيّبة للآمال.

قال هتلر في خطابه الذي ألقاه في معرض الفن الألماني العظيم في ميونيخ في عام 1939:
«الهدف الأول لإبداعنا الألماني الجديد في الفن قد تحقق بالتأكيد. ومثلما بدأنا باستعادة الفن المعماري في ميونيخ، هنا أيضًا بدأنا التطهير والتنقية في مجال الرسم والنحت، والذي ربما كان أكثر دمارًا. وقد توصلنا في النهاية إلى مستوى مشترك لائق، وهذا يعني لنا الكثير. وفقط من هنا يمكن أن تنشأ الإبداعية ».
وبحلول عام 1938، استُحوذَ على ما يقارب من 16000 عمل للفنانين من الألمان وغير الألمان من المعارض الألمانية وبيعت في الخارج أو دُمّرت.

### النحت
عبّرت الإمكانيات المادية الهائلة المُقدّمة للنحت بشكل واضح عن النظريات النازية. إذ روَّج معرض الفن الألماني العظيم لهذا النوع من النحت على حساب الرسم. وهكذا، كانت تعتبر تماثيل الرجال العُراة التمثيل الأكثر شيوعًا للفن الآري المثالي. رفعت المهارة لأرنو بريكر من مكانته ليصبح النَّحات المُفضَّل لدى أدولف هتلر. وكان جوزيف ثوراك نحاتًا رسميًا آخر تناسب أسلوبه مع فن الرايخ الثالث. كانت تماثيل الإناث العاريات شائعةً أيضًا، على الرغم من أن أحجامهنّ أقل ضخامة. وفي كلتا الحالتين، فإن الشكل البدني المثاليّ للرجل والمرأة في زمن النازية كان خاليًا تمامًا من العيوب.

### الموسيقى
كان من المتوقع أن تكون الموسيقى نغمية ومُلحّنة وخالية من تأثير موسيقى الجاز؛ وخضعت الأفلام والمسرحيات في ذلك الوقت للرقابة. تنوَّعت الموسيقى ما بين الموسيقى الخفيفة كالأغاني الشعبية والموسيقى الكلاسيكية المسموحة مثل يوهان سباستيان باخ وفولفغانغ أماديوس موزارت ولودفيج فان بيتهوفن والأوبرا الإيطالية.
امتلأت المراكز الحضرية الألمانية في العشرينيات والثلاثينيات من القرن الماضي بنوادي الجاز والكباريهات وموسيقى فن الطليعية. كانت الموسيقى المفضلة في ذلك الوقت هي التي عبرت عن الماضي الألماني البطولي مثل: موسيقى يوهان سيباستيان باخ ولودفيج فان بيتهوفن وريتشارد فاغنر.
حُظِرت موسيقى أرنولد شونبيرج، وفضّل بول هينديميث الهروب إلى سويسرا في عام 1938، بدلاً من استيلاء النازية على موسيقاه. حُظرت أيضًا بعض من أوبرا جورج فريدريك هاندل بشكل مباشر بسبب موضوعاتها المتعاطفة مع اليهود واليهودية. الموسيقيون الألمان الذين عزفوا موسيقاهم خلال الفترة النازية هم ماكس ريغر وهانس بفيتزنر.

### فنانون حظرهم النظام النازي
حُظروا في أوروبا تحت الاحتلال الألماني و/أو عاشوا في المنفى:
| رسامون - ماكس بكمان - أوسكار كوكوشكا - كورت شويترز نحّاتون - إرنست بارلاخ موسيقيون - بول هيندميث - أوتو كيلمبرر - أرنولد شوينبيرج - ريتشارد تاوبر - كورت ويل - فرانز واكسمان معماريون - فالتر غروبيوس (مؤسس باوهاوس) - لودفيغ ميس فان دير روه - مارسيل بروير كتّاب - برتولت بريشت - برونو فرانك - فالتر هازنكليفر - يانوش كورتشاك - هاينريش مان - ليو بيروتس - إريك ماريا ريمارك - جوليان تويم - شتيفان تسفايغ | ممثلون ومخرجون ومنتجون سينمائيون - فريتز ستيرنبيرغ - هنري كوستر - فريتز لانغ - جو ماي - كارل فروند - وليام ديتيرلي - ويلهلم ثييل - إيفال أندريه دوبونت - كورتيس برنار - ريتشارد أوزوالد - مارلينه ديتريش - مادي كريستيانس - بريجيت هيلم - فيليب دورن علماء نفس - ماكس فيرتيمير - ويليام شتيرن - سيغموند فرويد - فيلهلم رايش فلاسفة ولاهوتيون - بول تيليش - إرنست بلوخ - تيودور أدورنو - إرنست كاسيرر - كورت غولدستن - إريك فروم |